# Мелузина фон дер Шуленбург
Еренгард Мелузина фон дер Шуленбург (на немски: Ehrengard Melusine von der Schulenburg; * 25 декември 1667, Емден, днес част в Алтенхаузен в Саксония-Анхалт; † 10 май 1743, Лондон) е от 1715 г. графиня от род „фон дер Шуленбург“, херцогиня на Мюнстер (1716) и Кендал (1719), от 1723 г. имперска княгиня фон Еберщайн, любовница, метреса на британския крал Джордж I.

## Биография
Тя е дъщеря на фрайхер Густав Адолф фон дер Шуленбург (1632 – 1691) и първата му съпруга Петронела Отилия фон Швенке (1637 – 1674), дъщеря на фон Швенке и фон Алтен. Баща ѝ Густав Адолф фон дер Шуленбург се жени втори път през 1676 г. за Анна Елизабет фон Щамер (1657 – 1722). Нейните по-големи братя са фелдмаршал граф Матиас Йохан фон дер Шуленбург (1661 – 1747) и генерал граф Даниел Бодо фон дер Шуленбург (1662 – 1732).
От 1690 г. Мелузина е госпожица в двора на курфюрстката София Хановерска и след една година става най-важната любовница на нейния син трон-принц Георг Лудвиг фон Хановер, който е женен от 1682 г. за София Доротея фон Брауншвайг-Люнебург-Целе (1666 – 1726). Георг се развежда през 1694 г. През 1698 г. той става курфюрст на Хановер, а през 1714 г. като Джордж I крал на Англия. Мелузина става метреса на курфюрста на Брауншвайг-Люнебург-Хановер, британският крал Джордж I.
Когато нейният приятел през 1714 г. става крал на Великобритания, тя го последва в Англия. Там тя е направена на 18 юли 1716 г. наследствена херцогиня на Мюнстер и на 19 март 1719 г. на не-наследствена херцогиня на Кендал. През 1723 г. император Карл VI ѝ дава доживотната титла имперска княгиня на Еберщайн, дава ѝ неин герб. Нейното главно местожителство в Англия е в Кендал. Понеже е много слаба в Англия я наричат „Майското дърво“ („der Maibaum“), а в Хановер ѝ дават грозното прозвище „Плашило“ („die Vogelscheuche“).
Мелузина фон дер Шуленбург умира неомъжена на 75 години на 10 май 1743 г.

## Деца
Мелузина фон дер Шуленбург и Джордж I (* 28 май 1660/7 юни 1660, Хановер; † 11 юни 1727/22 юни 1727, Оснабрюк) имат три дъщери:
- Анна Лудовика/Луиза София фон дер Шуленбург (* 11 януари 1692, Хелен; † 2 ноември 1773, Лондон), графиня на Дьолиц, омъжена на 31 декември 1707 г. в Харбург за Ернст Август Филип фон дем Бусше-Ипенбург (* 1681; † 20 септември 1761)
- Петронила Мелузина фон дер Шуленбург (* 1 февруари 1693; † 16 септември 1778), контеса на Уолсингем, омъжена на 14 май 1733 г. за Филип Дормер Станхопе, 4. еарл на Честърфийлд (* 22 септември 1694; † 24 март 1773)
- Маргарета Гертруд фон Оейнхаузен (* 9 април 1698, Хановер; † 8 април 1726, Манхайм), графиня на Оейнхаузен, омъжена на 30 септември 1721 г. в Лондон за граф Албрехт Волфганг фон Шаумбург-Липе-Бюкебург (* 27 април 1699; † 24 септември 1748)

Нейната сестра Маргарета Гертруд фон дер Шуленбург (1659 – 1697), омъжена за Фридрих Ахац фон дер Шуленбург (1602 – 1661), възпитава двете ѝ най-големи дъщери официално като нейни деца, а сестра ѝ Маргарета Гертруда София Юлиана фон дер Шуленбург (1668 – 1753), омъжена за Рабен Кристоф фон Оейнхаузен (1655 – 1748), камерхер и главен ловен-майстер на Джордж I, отглежда най-малката ѝ дъщеря. Кралят дава на двойката Оейнхаузен от благодарност от император Карл VI през 1722 г. титлата имперски граф. Най-малката дъщеря, Маргарета Гертруд, една година преди това получава титлата графиня фон Оейнхаузен, за да може да се омъжи за наследствения граф на Шаумбург-Липе.

## Галерия
- Мелузина фон дер Шуленбург
- Мелузина фон дер Шуленбург